# Jerzy Fiedler
Jerzy Fiedler (ur. 10 maja 1925 w Stanisławowie, zm. 15 lutego 2016 w Poznaniu) – polski pułkownik pożarnictwa, komendant wojewódzki Straży Pożarnych w Szczecinie i Poznaniu.

## Życiorys
Syn Gustawa i Tekli. W okresie okupacji niemieckiej działał w ramach polskiej konspiracji niepodległościowej. Od stycznia 1940 roku należał do organizacji Kadra Polski Niepodległej, w tym samym roku został również członkiem Ochotniczej Straży Pożarnej w Samsonowie. W maju 1943 roku rozpoczął pracę w Miejskiej Ochotniczej Straży Pożarnej w Sandomierzu.
W latach 1945–1950 pracował między innymi w ZSP w Skarżysku-Kamiennej, Inspektoracie Pożarnictwa w Trzebnicy oraz w Komendzie Powiatowej Straży Pożarnych w Jeleniej Górze. Od 1950 roku związany był z Wojewódzką Komendą Straży Pożarnych we Wrocławiu. W latach 1956–1964 piastował funkcję komendanta wojewódzkiego Straży Pożarnych w Szczecinie, a następnie w latach 1963–1989 komendanta wojewódzkiego Straży Pożarnych w Poznaniu. Zmarł 15 lutego 2016 roku. Został pochowany na Cmentarzu Junikowo w Poznaniu.

## Wybrane odznaczenia
- Krzyż Oficerski Orderu Odrodzenia Polski (1983)[2],
- Krzyż Kawalerski Orderu Odrodzenia Polski (1975)[2],
- Medal za Ofiarność i Odwagę (1972)[2],
- Krzyż Walecznych (1945)[2],
- Krzyż Partyzancki (1959)[2],
- Krzyż Armii Krajowej (1994)[2],
- Złoty Znak Związku Ochotniczych Straży Pożarnych (1977)[2],
- Złota Odznaka Honorowa Gryfa Pomorskiego (1962)[2],
- Odznaka Honorowa „Za Zasługi w Rozwoju Województwa Poznańskiego” (1974)[2],
- Odznaka Honorowa Miasta Poznania (1974)[2],
- Odznaka Honorowa „Za Zasługi dla Województwa Konińskiego” (1977)[2],
- Odznaka honorowa „Za zasługi dla województwa wielkopolskiego” (2004)[2]